# Hulda (Prophetin)
Hulda (hebr. חֻלְדָּה, ḥuldāh) war eine Prophetin, von der im Tanach berichtet wird (2 Kön 22,14 ).

## Name
Der Name Hulda ist wahrscheinlich die weibliche Form des hebräischen חלֶד (cholæd), womit ein Maulwurf oder Wiesel bezeichnet wird. Möglich ist auch das Femininum von חֶלֶד (chælæd), „Lebensdauer“.

## Die Prophetin
Nach 2 Kön 22,8–20  und 2 Chr 34,22–28  war Hulda die Frau Schallums. Sie lebte in Jerusalem während der Herrschaft des Königs Joschija von Juda und war eine Prophetin. Als man Joschija aus dem „Buch des Gesetzes“, das von dem Hohenpriester Hilkija während der Ausbesserungsarbeiten am Tempel gefunden worden war, vorlas, entsandte er eine Abordnung, um Gott zu befragen. Die Delegation wandte sich an Hulda, die daraufhin in prophetischer Rede ein zweiteiliges Wort Gottes ausrichtete. Zunächst wurde in einer Unheilsprophezeiung angekündigt, dass wegen ihres Ungehorsams all das im „Buch“ beschriebene Unglück über die abtrünnige Nation kommen werde. Im zweiten Teil übermittelte Hulda die persönliche Heilszusage an Joschija, wonach er das Unglück nicht mit ansehen müsse, da er sich vor Gott gedemütigt habe. Er werde sich mit seinen Vorvätern vereinen und in Frieden begraben werden.
Die Bedeutung der Erzählung ergibt sich aus der Verbindung zur deuteronomischen Vorschrift, in Notlagen einen Propheten zu befragen (5 Mos 18,9–22 ). König Joschija erfüllte diese Vorschrift, indem er sich an Hulda wandte; diese wurde dabei zur Mittlerin zwischen Gott und seinem Volk. An der Legitimität des Prophetenamtes der Hulda wird nicht gezweifelt, was ein Beleg dafür ist, dass Frauen es ebenso ausüben konnten wie Männer.